# Tatra T813
Il Tatra T813 è uno dei pochissimi autocarri 8x8 nato negli anni sessanta, impiegato in un gran numero di varianti. Costruito dalla Tatra cecoslovacca questo veicolo è ad alta mobilità, con cabina per una squadra di artiglieria, un comparto protetto con apparato NBC e la possibilità di essere usato come trattore d'artiglieria.
Autocarro pesante da 7900 kg di carico utile, grazie alla sua mobilità esso è utilizzato anche per armi, come il lanciarazzi RM-70 e il semovente DANA da 152mm. In entrambi i casi il veicolo è corazzato.
Non sono peraltro mancati gli utilizzi dell'autocarro anche in campo civile, in particolare quelli destinati ad impegni gravosi o in ambienti difficoltosi. Anche nel caso delle competizioni destinate a questo tipo di autocarri in fuoristrada ha avuto modo di farsi valere.

## Altre caratteristiche
- Motore originario V12 diesel Tatra T-930-3
- Potenza: 250 hp
- Velocità massima: 80 km/h
- Autonomia: 1.000 km
- Peso a vuoto: kg.14.100
- Trazione: 8x8